# Serinus
Serinus is een geslacht van zangvogels uit de vinkachtigen (Fringillidae).

## Soorten
Het geslacht kent de volgende soorten:
- Serinus alario– Alario-kanarie
- Serinus canaria– Kanarie
- Serinus canicollis– Grijsnekkanarie
- Serinus flavivertex– Geelkruinkanarie
- Serinus nigriceps– Zwartkopkanarie
- Serinus pusillus– Roodvoorhoofdkanarie
- Serinus serinus– Europese kanarie
- Serinus syriacus– Syrische kanarie